# Güstrow
Güstrow este un oraș în Mecklenburg-Pomerania Inferioară, Germania. Este reședința districtului Rostock.